# Hirofumi Watanabe
Hirofumi Watanabe (jap. 渡部 博文 Watanabe Hirofumi; ur. 7 lipca 1987) – japoński piłkarz występujący na pozycji obrońcy. Obecnie występuje w Vissel Kobe.

## Kariera klubowa
Od 2010 roku występował w klubach Kashiwa Reysol, Tochigi SC, Vegalta Sendai i Vissel Kobe.